# هجمات المولوتوف على مساجد في السويد عام 2014
هجمات حرق المساجد في السويد عام 2014 عبارة عن سلسلة من هجمات الحرق العمد على ثلاثة مساجد خلال أسبوع واحد باستخدام زجاجات المولوتوف. تم كتابة بعض الخطابات العنصرية على جدران المساجد. لم ينتج إصابات إلا عن الحادثة الأولى والتي أعلنت الشرطة بعد عمليات التحقيق أنها كانت حادثة نتجت عن احتراق مقلاه عميقة في مطبخ المسجد .

## الهجمات
تم الإعلان عن إصابة خمسة أشخاص في ليلة عيد الميلاد بعد قذف قنبلة حارقة من إحدى نوافذ مسجد في إسكيلستونا وفقا للتقارير الأولية لتحقيقات الشرطة السويدية، كان بالمسجد آنذاك أكثر من 20 شخصًا بينهم أطفال. علقت الشرطة على الحادثة بأنها ليست هجوما متعمدا ولكنها حادث غير متعمد.
حدث الهجوم الثاني في يوم الإثنين في بلدة إسلوف جنوب السويد بعد الساعة 3 صباحًا بالتوقيت المحلي، لكن لم ينتج عنها أي إصابات. مع صباح عام جديد، وقع الهجوم الثالث على مسجد في أوبسالا.

## خلفية الأحداث
وقعت الهجمات في وقت تزايدت فيه المشاعر المعادية للمهاجرين وازدياد التوتر السياسي حول وضع السويد كوجهة رائدة في الاتحاد الأوروبي لطالبي اللجوء.

## الردود
صرح رئيس الوزراء ستيفان لوفين رافضًا الهجمات وواصفا إياها بأنها «جريمة كراهية» وأنها لا تمثل السويد وأن لا أحد في السويد يجب أن يخاف من ممارسة شعائره الدينية. في حين صرح سمير موريك، إمام مسجد إيسلوف لوكالة أنباء سويدية قائلا:
«يؤسفني القول أن هذه الأحداث قد تكون ناتجة عن توغل ظاهرة الإسلاموفوبيا، أعيش في الجوار وقد بدأت الشعور بعدم الأمان».
في 2 يناير 2015، احتشد المئات من المتظاهرين المناهضين للعنصرية في ثلاث مدن سويدية رئيسية لدعم المسلمين.

## وصلات خارجية
- حريق في إحدى مساجد السويد نتج عنه إصابة 5 أفراد.
- حريق المسجد الثاني في السويد.
- حريق المسجد الثالث في السويد.
- أثار حرائق المساجد.
- مظاهرات في ستوكهولم تضامناً مع المسلمين بعد إحراق المسجد.